# Donald Kent Slayton
Donald Kent "Deke" Slayton (1 de març de 1924 - 13 de juny de 1993) fou un dels integrants original dels Mercury Seven. Inicialment col·locat a la Terra per problemes de cor, serviria de director d'operacions de l'equip de vol de la NASA des del novembre de 1963 fins al març de 1972, quan se li va concedir permís mèdic per a volar com a pilot del Projecte de Prova Apollo-Soyuz. En el moment del vol, es convertia en la persona més vella a l'espai.

## Joventut
Slayton va néixer en una granja prop de Sparta, Wisconsin. Un accident quan era petit amb l'equip de la granja el va deixar amb el dit anular esquerre tallat. Es va allistar a les l'Èxercit de les Forces Aèrees dels Estats Units com a cadet el 1942.

## Vida com a aviador
S'entrenà com a pilot a Europa durant la Segona Guerra Mundial.
Després de la guerra, Slayton va guanyar un premi de graduat científic en Enginyeria Aeronàutica que li va concedir la Universitat de Minnesota.
Slayton es convertí en un dels pilots de la NACA al desert de Califòrnia i va provar un gran nombre d'avions supersònics. A més, fou el responsable de determinar les mesures d'algunes peces del F-105, que es convertiria en el principal bombarder usat sobre el nord del Vietnam.

## Vida com a astronauta
Essent ja pilot de les forces aèrees dels Estats Units, se l'escollí com un dels set astronautes americans seleccionats originalment el 1959. Estava planificat que Slayton s'enlairés el 1962, fent el segon vol orbitari dels realitzats pel Mercuri 7 (anomenat aquest vol Delta 7), però a causa d'una proporció de batecs de cor erràtica, el seu lloc fou pres per Scott Carpenter. Slayton va ser l'únic membre del Mercuri 7 que no va volar en el programa Mercuri i que, de fet, va volar al vol final del programa Apollo.
Quan la NASA va deixar-lo a la terra, la Força Aèria va seguir el seu exemple. Slayton va renunciar a la seva comissió de la Força Aèria el 1963 i va treballar per a la NASA com un civil a cap de la capacitat de selecció d'astronautes.
Extraoficialment anomenat "Cap Astronauta", ell tenia el paper decisiu de l'elecció de les tripulacions dels programes Gemini i Apollo, inclosa la decisió de qui seria la primera persona que trepitjaria la Lluna. El 1972, Slayton es va adjudicar la Society of Experimental Test Pilots James H. Doolittle Award.
Un llarg programa mèdic va aconseguir que tornes a volar en el 1972, quan va ser seleccionat com a pilot del mòdul d'acoblament per a l'Apollo-Soyuz Test Project, dissenyat per permetre un acoblament entre la nau espacial Apollo d'Amèrica i la nau espacial Soiuz de la Unió Soviètica. El 17 de juliol de 1975, les dues naus es van ajuntar en òrbita, els astronautes Slayton, Thomas Stafford i Vance SR. Brand tripulació van realitzar transferències amb cosmonautes Aleksey A. Leonov i Valeriy Kubasov.
Al final del vol, una fuga en el propulsor va conduir a la introducció de fums nocius en la cabina de l'Apollo durant l'aterratge, i la tripulació va ser hospitalitzat com a mesura de precaució a Honolulu, Hawaii, durant dues setmanes. Durant l'hospitalització, es va descobrir una lesió al pulmó i Slayton va ser curada. Es va determinar que és benigna.
A la seva tornada, va ser nomenat Cap de Servei i Enfocament d'aterratge per als assaigs del Programa del Transbordador Espacial de la NASA.
Slayton es va retirar de la NASA el 1982. Després del seu retir, va ser president de Space Services, Inc, una empresa amb seu a Houston que va fundar per desenvolupar coets per a petites càrregues comercials. Va ajudar a dissenyar i construir un coet anomenat "Conestoga", que va ser llançat amb èxit el 9 de setembre de 1982. També es va interessar per les curses d'aviació.
Slayton ha escrit una autobiografia amb historiador de l'espai Michael Cassutt titulat Deke!: U.S. Manned Space from Mercury to the Shuttle. Molts astronautes han assenyalat que quan van llegir aquest llibre van aprendre per què havien estat seleccionades per a determinats vols dècades abans.
També el nom de Slayton apareix amb uns altres tres coautors, inclosos els companys d'astronauta Alan Shepard, al llibre Moon Shot: The Inside Story of America's Race to the Moon, publicada el 1994. El llibre també es va fer en un documental del mateix nom. Slayton va morir abans que el projecte Moon Shot fos acabat o posat en llibertat, i el llibre no va rebre cap aportació d'ell.

## Final de la seva vida i condecoracions pòstumes
Poc després que es mudés a Ciutat de League, Texas el 1992, Slayton va ser diagnosticat amb un tumor de cervell maligne. Sucumbia a la malaltia l'estiu següent.
Slayton fou inclòs al Hall de Fama d'Aviació Nacional el 1996.
El Centre de Càncer Deke Slayton (situat al Boulevard Central Mèdic, a Webster, Texas) fou anomenat en el seu honor.
L'extensió principal de carretera a la ciutat de League, TX FM518, va ser anomenada Deke Slayton.